# Николашкино (Татарстан)
 Николашкино  — село в Бавлинском районе Татарстана. Входит в состав Новозареченского сельского поселения.

## География
Находится в юго-восточной части Татарстана на расстоянии приблизительно 21 км по прямой на юг-юго-восток от районного центра города Бавлы.

## История
Основана в 1760—1780-х годах. Упоминалось также как Васильевский Урустамак. В начале XX века здесь действовали церковь и школа.

## Население
Постоянных жителей было: в 1859—172, в 1889—236, в 1910—394, в 1920—410, в 1926—489, в 1938—460, в 1949—727, в 1958—457, в 1970—549, в 1979—417, в 1989—347, в 2002 − 352 (удмурты 82 %), 356 в 2010.